# COPS8
COPS8 (англ. COP9 signalosome subunit 8) – білок, який кодується однойменним геном, розташованим у людей на короткому плечі 2-ї хромосоми.  Довжина поліпептидного ланцюга білка становить 209 амінокислот, а молекулярна маса — 23 226.
| 10         |  | 20         |  | 30         |  | 40         |  | 50         |
| ---------- |  | ---------- |  | ---------- |  | ---------- |  | ---------- |
| MPVAVMAESA |  | FSFKKLLDQC |  | ENQELEAPGG |  | IATPPVYGQL |  | LALYLLHNDM |
| NNARYLWKRI |  | PPAIKSANSE |  | LGGIWSVGQR |  | IWQRDFPGIY |  | TTINAHQWSE |
| TVQPIMEALR |  | DATRRRAFAL |  | VSQAYTSIIA |  | DDFAAFVGLP |  | VEEAVKGILE |
| QGWQADSTTR |  | MVLPRKPVAG |  | ALDVSFNKFI |  | PLSEPAPVPP |  | IPNEQQLARL |
| TDYVAFLEN  |  |            |  |            |  |            |  |            |

A: Аланін

C: Цистеїн

D: Аспарагінова кислота

E: Глутамінова кислота

F: Фенілаланін

G: Гліцин

H: Гістидин

I: Ізолейцин

K: Лізин

L: Лейцин

M: Метіонін

N: Аспарагін

P: Пролін

Q: Глутамін

R: Аргінін

S: Серин

T: Треонін

V: Валін

W: Триптофан

Кодований геном білок за функцією належить до фосфопротеїнів. 
Задіяний у такому біологічному процесі як альтернативний сплайсинг. 
Локалізований у цитоплазмі, ядрі.